# The Bugs Bunny Crazy Castle
The Bugs Bunny Crazy Castle es el título occidental de un videojuego publicado entre 1989 y 1990 para Family Computer Disk System (solo en Japón), NES (solo en Norteamérica) y Game Boy. Por cuestiones de licencias, los protagonistas de los juegos fueron cambiados para los lanzamientos en Occidente. Así, en Japón la entrega para Family Computer Disk System tenía el título original de Rogger Rabbit (ロジャー・ラビット?), mientras que la versión japonesa para Game Boy llevaba el título de Mickey Mouse (ミッキーマウス?).
El juego trata de recoger zanahorias durante muchos niveles, superando cada nivel una vez recogidas todas. También se dispone de objetos como cajas para tirárselas a los enemigos o un puño, que puede lanzarse pulsando el botón B.
Tiene 3 secuelas:
- Bugs Bunny Crazy Castle 2
- Bugs Bunny Crazy Castle 3
- Bugs Bunny Crazy Castle 4

## Personajes
- Bugs Bunny (el que controlas)
- Wile E. Coyote
- Sam Bigotes
- Pato Lucas
- Silvestre